# Porcellio palaestinus
Porcellio palaestinus là một loài chân đều trong họ Porcellionidae. Loài này được Verhoeff miêu tả khoa học năm 1931.